# Cathal mac Finguine
Cathal mac Finguine (m. 742) fue un Rey irlandés de Munster o Cashel, y Rey Supremo efectivo de Irlanda.
Pertenecía a los Eóganacht Glendamnach, dentro del grupo de familias de los Eóganachta cuyos miembros dominaron Munster del siglo VII al X. Su padre, tío, abuelo, y bisabuelo también había sido reyes de Cashel, como lo serían su hijo y su nieto.
El conflicto de Cathal con los reyes de Uí Néill, Fergal mac Máele Dúin, Flaithbertach mac Loingsig, y Áed Allán, hijo de Fergal mac Máele Dúin, se reporta con cierto detalle en los anales irlandeses, y nuevamente las versiones del norte y del sur difieren. Cathal también aparece como personaje, no siempre retratado positivamente, en Aislinge Meic Con Glinne donde es poseído por un demonio de la glotonería.
Ampliamente considerado como el rey irlandés más poderoso de la primera mitad del siglo VIII, y el más fuerte rey (histórico) de Munster antes de Brian Bóruma, se cree que Cathal mac Finguine es el último rey mencionado en el Baile Chuinn Chétchathaig. El rey histórico Eóganacht más expansionista antes de su ascensión al trono fue Faílbe Flann mac Áedo Duib (d. 639).

## De fondo

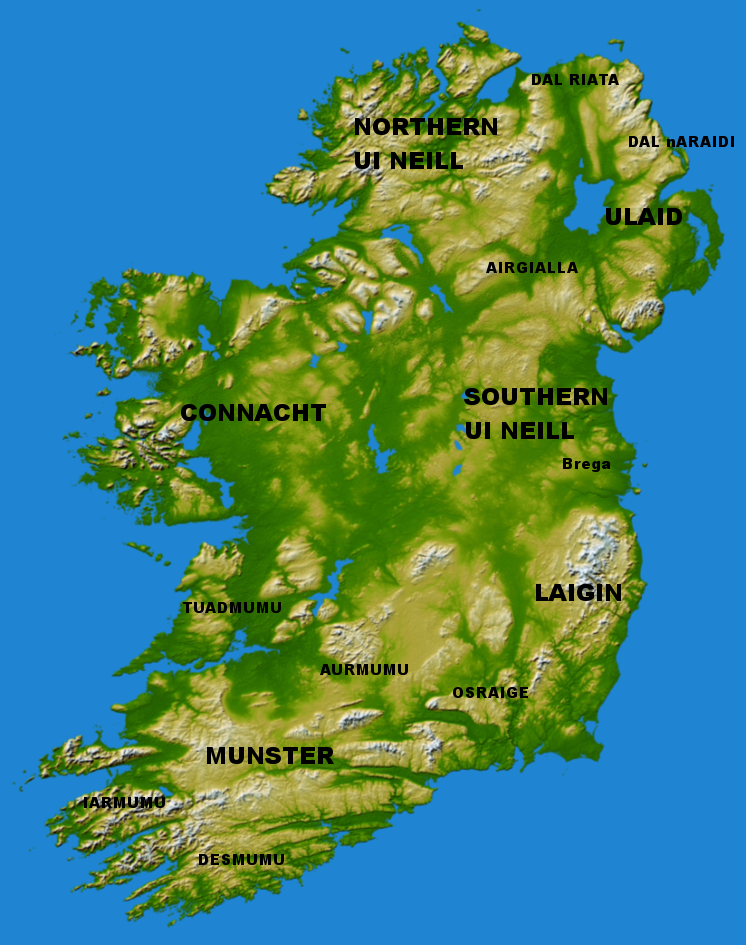
El mapa que muestra los reinos importantes y regiones de Irlanda cristiana temprana.

El trono Eóganachta, que tenía su sede principal en Cashel y su iglesia en Emly, era el más poderoso de la mitad del sur de Irlanda, mientras varias ramas de Uí Néill y Connachta dominaban el norte. En este tiempo los Uí Néill se disputaban el trono de Tara, con la sucesión generalmente alternando entre las ramas del norte y del sur, pese a que no mucho tiempo antes el título ceremonial de rey había sido disfrutado por Laigin y Ulaid, y más atrás, por Dáirine y Érainn. El reinado de Cashel, según antiguas fuentes de Munster, p. ej. el Uraicecht Becc, había sido fundado a mediados del siglo V por los descendientes de Conall Corc y Aimend, el "círculo interior" de los Eóganachta, que después de siglo y un medio de hábiles maniobras políticas, habían llegado a desbancar a los Corcu Loígde en Munster.
Durante el siglo y cuarto antes de la muerte de Cathal muerte, Cashel estuvo dominado por las casas de Eóganacht Chaisil y Eóganacht Glendamnach . Las tierras de Glendamnach estaban situadas al suroeste de Cashel, en el valle medio del Blackwater. El padre de Cathal, Finguine mac Cathail Con-cen-máthair (m. 696), tío, Ailill mac Cathail (m. 701), abuelo, Cathal Cú-cen-máthair (m. 665/666), y bisabuelo, Cathal mac Áedo (m. 628), habían sido reyes de Cashel.
El predecesor inmediato de Cathal fue probablemente Cormac mac Ailello de la rama de Caisil, que fue asesinado en batalla contra los Déisi en 713. Eterscél mac Máele Umai, que había sido rey y no murió hasta 721, probablemente había abdicado mucho más temprano, de modo que Cathal fue rey en Cashel a partir de 713.
Mientras Uí Néill y Eóganachta eran los reinos más importantes de Irlanda, los reyes de Leinster y los reyes de Connacht era fuerzas también significativas. Leinster, en otro tiempo mucho más extenso, era el objetivo de los expansionistas reyes Uí Néill, y también de los Eóganachta. La disputa por Leinster jugaría un papel importante durante el reinado de Cathal, y de hecho en las relaciones entre Eóganachta y Uí Néill en siglos posteriores. Los reyes de Connacht afirmaban compartir ascendencia con los Uí Néill, y les apoyaban en gran medida. Los restantes reinos provinciales, en Úlster, controlaban una región mucho más pequeña que la provincia posterior, en gran parte limitado a las tierras al norte y este de Lough Neagh, y eran generalmente hostiles a Uí Néill. Finalmente, en la vasta provincia de Munster existían numerosas pero periféricas dinastías, como los Uí Liatháin, cuyas relaciones con el Eóganachta eran bastante distantes y ambiguas.

## Comienzos del reinado
El registro más antiguos relativo a Cathal, pese a no nombrarle explícitamente, es de 715 cuándo Murchad mac Brain Mut del Uí Dúnlainge, rey de Leinster, dirigió su expedición inaugural contra Cashel. El primer acontecimiento que menciona a Cathal es en 721 cuándo él y Murchad mac Brain atacaron el territorio de los Uí Néill del sur. Los Anales de Ulster informan:"devastación de Mag Breg por Cathal hijo de Finnguine, y por Murchad hijo de Bran." Más tarde ese año, Fergal mac Máele Dúin respondió, no contra Cathal y Munster, sino contra Murchad y Leinster. Los Anales de Ulster informan: "Invasión de Laigin por Fergal, y fue impuesto tributo de ganado y rehenes de los Laigin por Fergal hijo de Mael Dúin." Que Fergal atacó Leinster en represalia por el asalto a Brega puede significar que Cathal era, según señala Irwin, "el socio junior".

Los Anales de Inisfallen, parciales hacia el sur como los Anales de Ulster lo eran hacia los Uí Néill, proporcionan una información diferente y menos fiable de los acontecimientos en 721:
El azote de Brega por Cathal hijo de Finnguine, rey de Mumu, y después, él y Ferga hijo de Mael Dúin, rey de Temuir [Tara], hicieron las paces; y Ferga se sometió a Cathal. Porque estos eran los cinco reyes de los Munsterienses que gobernaban Irlanda después de la [introducción de la] Fe, respectivamente Aengus Hijo de Nad Fraích, y su hijo, i.e. Eochaid que gobernó Irlanda por diecisiete años, y Cathal, hijo de Finnguine, yFeidlimid, hijo de Crimthann, y Brian, hijo de Cennétig.
Fergal dirigió un ejército de Uí Néill al sur a Leinster otra vez en 722, pero esta vez fue derrotado y muerto por los hombres de Leinster. Esta derrota fue recordada en el Cath Almaine, un poema sobre la batalla de Allen, luchada el 11 de diciembre de 722, fiesta de San Finnian de Clonard. Gran parte de la obra está dedicada a la historia del bardo Donn Bó, pero la introducción proporciona una visión de la guerra:
Durante mucho tiempo hubo una gran guerra entre Cathal hijo de Findguine, rey de Leth Mogha, y Fergal hijo de Máel Duin, rey de Leth Cuinn. Fergal hijo de Mael Duin saqueo Leinster para herir a Cathal hijo de Findguine; así que Cathal hijo de Findguine devastó la totalidad de Magh Bregh [la llanura de Brega], hasta que hicieron paz y tregua.
Esta tregua, cuenta el poeta, fue rota por Leinster:
Los hombres de Leinster habían presentado esta batalla de Allen en ausencia de Cathal mac Finguini, y Cathal se apenó porque la batalla se luchó mientras él estaba fuera. Oyeron del rencor de Cathal hacia ellos, así que esta fue la decisión que tomaron, llevar la cabeza de Cathal Fergal como trofeo de la acción.

## Cathal y Flaithbertach mac Loingsig
A la muerte de Fergal, el reino Uí Néill de Tara pasó a Fogartach mac Néill del Síl nÁedo Sláine, cuyo reinado nominal concluyó en 724 cuándo fue asesinado luchando contra su pariente Cináed mac Írgalaid del norte de Brega, que se convirtió en el nuevo rey supremo de Uí Néill. Cináed retuvo el dominio de Uí Néill menos de cuatro años, siendo asesinado en la batalla de Druim Corcain contra el rey de Cenél Conaill Flaithbertach mac Loingsig, que tomó el señorío de Uí Néill. Flaithbertach reinó solamente unos cuantos años antes de que Áed Allán de Cenél nEógain, hijo de Fergal mac Máele Dúin, le disputara el liderazgo del Uí Néill a partir de 732 y hasta que Flaithbertach abdicó y entró en un monasterio en 734.
Sin la amenaza inmediata de los reyes Uí Néill reyes durante los reinados de Fogartach, Cináed y Flaithbertach, Cathal buscó extender su autoridad sobre Leinster. El Cath Almaine proclama que la disputa surgió porque Fergal mac Máele Dúin había muerto en violación de la tregua hecha con Cathal.

Cathal fue derrotado por Áed mac Colggen del Uí Cheinnselaig, entonces Rey de Leinster, en 731, y una segunda batalla en 735 concluyó con una derrota aún mayor:
Una batalla entre Mumu y Laigin, en qué muchos del Laigin e incontables hombres de Munster perecieron; Cellach hijo de Faelchar, rey de Osraige, cayó allí, pero Cathal hijo de Finnguine, rey de Mumu, huyó.
En 733 Cathal asaltó el territorio de Uí Néill del sur, pero fue vencido y expulsado de Tailtiu por Domnall Midi de Clann Cholmáin. Cathal tuvo más éxito contra sus vecinos Clann Cholmáin Bicc, gobernados por Fallomon mac Con Congalt, a los que derrotó en el Cerro de Ward. En 734 Cathal infligió una derrota a Leinster en Bealach Ele.

## Cathal y Áed Allán
En 737, Áed Allán se reunió con Cathal en Terryglass, probablemente terreno neutral que no era controlado por ninguno de los dos reyes. Byrne dice que es improbable que Cathal reconociera la autoridad de Áed Allán—los Uí Néill tenían bastante poca influencia en el del sur—pero si Cathal había esperado algún beneficio de la reunión, donde quizás reconociera la supremacía eclesiástica de Armagh, iba a ser decepcionado. Aun así, los clérigos de Armagh pudieron quedar satisfechos ya que los Anales de Úlster, en la entrada que sigue a la del informe de la reunión de Cathal y Áed Allán, dice que la ley de Patrick estuvo vigente en Irlanda. Esto significa, presuntamente, que aceptaron el tratamiento especial de la iglesia, sus tierras y sus inquilinos, según la ley de Patrick.

## Mór Muman
De Mór Muman sobrevive una leyenda que la compara a la diosa de soberanía. Mór fue colocada bajo un encantamiento y perdió sus sentidos. Vagó por Irlanda durante dos años hasta que llegó a Cashel y la corte de Fingen. Fingen finalmente durmió con ella, y su memoria regresó. Por la mañana, Fingen le dio la túnica y el broche de la Reina, y apartó a la Reina actual, hija del rey de los Deisi, y puso a Mór en su lugar al ser de mejor estirpe. El Metrical Dindshenchas dice de Fingen mac Áedo y Mór:
La mejor de las mujeres de Inis Failis es Mór hija de Áed Bennan.

Mejor es Fingen que cualquier héroe que camina sobre Femen.
Cuándo Fingen murió, cuenta la historia, Mór Muman se casó con Cathal mac Finguine. Desafortunadamente, el compliador de este cuento confundió a Cathal con su abuelo, Cathal mac Áedo Flaind. Pudo haber desposado a Mór Muman, pero Cathal mac Finguine ciertamente no.

## Familia y descendientes
La esposa histórica de Cathal fue la celebrada Caillech, una princesa del Uí Liatháin, vecinos del sur de Eóganacht Glendamnach. Su madre, Gormgel, también aparece haber sido Uí Liatháin, pero de una rama diferente.
El padre de Cathal fue Finguine mac Cathail, tío Ailill mac Cathail, abuelo Cathal Cú-cen-máthair, y bisabuelo Cathal mac Áedo. Hijo suyo fue Artrí mac Cathail, y nieto Tnúthgal mac Artrach. Con la excepción del último, todos son fiablemente mencionados como reyes de Cashel en los anales.
Sus descendientes vivos directos, la posterior dinastía gobernante Eóganacht Glendamnach, descendientes de Art Caemh, un bisnieto de Artrí mac Cathail, son los Ó Caiomh (O'Keeffe) del Condado de Cork. Su hija, Taileflaith, también tiene prominente descendientes en el siglo XXI.